# Bertrand Dufresne
Pour les articles homonymes, voir Dufresne.
Bertrand Dufresne est un homme politique et financier français né en 1736 à Navarrenx (Pyrénées-Atlantiques) et mort le 22 février 1801 à Paris.

## Biographie
Issu d'une famille d'artisans, il est employé dans une maison de commerce de Bordeaux, puis s'installe à Versailles et entre dans les bureaux de la Trésorerie. L'appui de Jacques Necker lui permet de devenir intendant général de la Marine, puis directeur du Trésor public. En 1767, il est l'un des administrateurs de la Caisse d'escompte.
Incarcéré sous la Terreur, puis libéré, il est élu député de la Seine au Conseil des Cinq-Cents le 21 germinal an V (10 avril 1797) et s'occupe de finances publiques. Secrétaire du Conseil, il s'occupe des fournitures aux armées.
Exclu après le coup d’État du 18 fructidor an V, il est nommé au Conseil d’État après le coup d'État du 18 Brumaire, puis nommé à nouveau directeur général de la Trésorerie.